# Amerikanska Samoa vid världsmästerskapen i friidrott 2022
Amerikanska Samoa tävlade vid världsmästerskapen i friidrott 2022 i Eugene i USA mellan den 15 och 24 juli 2022. Amerikanska Samoa hade en trupp på en idrottare.

## Resultat
Gång- och löpgrenar
| Idrottare       | Gren                | Inledande omgång | Inledande omgång | Försöksheat      | Försöksheat      | Semifinal        | Semifinal        | Final            | Final            |
| Idrottare       | Gren                | Resultat         | Placering        | Resultat         | Placering        | Resultat         | Placering        | Resultat         | Placering        |
| --------------- | ------------------- | ---------------- | ---------------- | ---------------- | ---------------- | ---------------- | ---------------- | ---------------- | ---------------- |
| Nathan Crumpton | Herrarnas 100 meter | 11,71            | 23               | Gick inte vidare | Gick inte vidare | Gick inte vidare | Gick inte vidare | Gick inte vidare | Gick inte vidare |